# Obereopsis nigronotatipes
Obereopsis nigronotatipes är en skalbaggsart som först beskrevs av Maurice Pic 1940.  Obereopsis nigronotatipes ingår i släktet Obereopsis och familjen långhorningar. Inga underarter finns listade i Catalogue of Life.